# Cala Gamba
Cala Gamba és una platja situada a nou quilòmetres a l'est de Palma, al barri del Coll d'en Rabassa, entre el club nàutic de Cala Gamba i l'area natural d'especial interès del Carnatge. Està envoltada per edificis mancats de singularitat, la central tèrmica i l'hospital de Sant Joan de Déu, i alhora està en una zona força sorollosa per la seva proximitat a l'aeroport de Son Sant Joan. Aquesta situació i les seves aigües brutes, fan d'aquesta platja un racó urbà poc atractiu per al visitant i d'afluència baixa de banyistes, encara que hi hagi estacionament gratuït i facilitat d'accés amb transport públic. És una platja de petites dimensions (100 metres de llargada per 25 d'amplada), de sorra gruixuda i roques i de fons rocós amb vegetació. No hi és recomanable el fondeig d'embarcacions a menys de 400 metres de la costa per la poca profunditat de les seves aigües. Pel que fa a serveis, no compta amb cap mena de vigilància ni servei de dutxes ni banys.

## Club Nàutic[calcitació]
La història del club Nàutic Cala Gamba, està recollida en una gran obra titulada S'Amarador, escrita per Pere Galiana Veiret, insigne soci i antic directiu del Club. En el document es recullen el fets més destacables del Club des del seu inici l'any 1934; la fundació oficial fou el dia 12 de juny de l'any 1938. No s'han d'oblidar, tampoc, totes les obres realitzades des de l'any 1997 fins a l'actualitat, que han provocat un canvi radical al paisatge de Club Nàutic Cala Gamba.